# 2003-as Formula–1 San Marinó-i nagydíj
A San Marinó-i nagydíj volt a negyedik futam a 2003-as Formula–1 világbajnokságban.

## Futam
| Helyezés | Rajtszám | Versenyző             | Csapat/Motor     | Futott kör | Idő/Kiesés oka    | Rajthely | Pont |
| -------- | -------- | --------------------- | ---------------- | ---------- | ----------------- | -------- | ---- |
| 1        | 1        | Michael Schumacher    | Ferrari          | 62         | 1h28:12.058       | 1        | 10   |
| 2        | 6        | Kimi Räikkönen        | McLaren-Mercedes | 62         | + 1.882           | 6        | 8    |
| 3        | 2        | Rubens Barrichello    | Ferrari          | 62         | + 2.291           | 3        | 6    |
| 4        | 4        | Ralf Schumacher       | Williams-BMW     | 62         | + 8.803           | 2        | 5    |
| 5        | 5        | David Coulthard       | McLaren-Mercedes | 62         | + 9.411           | 12       | 4    |
| 6        | 8        | Fernando Alonso       | Renault          | 62         | + 43.689          | 8        | 3    |
| 7        | 3        | Juan Pablo Montoya    | Williams-BMW     | 62         | + 45.271          | 4        | 2    |
| 8        | 17       | Jenson Button         | BAR-Honda        | 61         | + 1 kör           | 9        | 1    |
| 9        | 20       | Olivier Panis         | Toyota           | 61         | + 1 kör           | 10       |      |
| 10       | 9        | Nick Heidfeld         | Sauber-Petronas  | 61         | + 1 kör           | 11       |      |
| 11       | 10       | Heinz-Harald Frentzen | Sauber-Petronas  | 61         | + 1 kör           | 14       |      |
| 12       | 21       | Cristiano da Matta    | Toyota           | 61         | + 1 kör           | 13       |      |
| 13       | 7        | Jarno Trulli          | Renault          | 61         | + 1 kör           | 16       |      |
| 14       | 15       | Antônio Pizzonia      | Jaguar-Cosworth  | 60         | + 2 kör           | 15       |      |
| 15       | 11       | Giancarlo Fisichella  | Jordan-Ford      | 57         | Motorhiba         | 17       |      |
| Ki       | 14       | Mark Webber           | Jaguar-Cosworth  | 54         | Kardántengely     | 5        |      |
| Ki       | 12       | Ralph Firman          | Jordan-Ford      | 51         | Olajcsík          | 19       |      |
| Ki       | 19       | Jos Verstappen        | Minardi-Cosworth | 38         | Elektronika       | 20       |      |
| Ki       | 18       | Justin Wilson         | Minardi-Cosworth | 23         | Üzemanyagprobléma | 18       |      |
| Ki       | 16       | Jacques Villeneuve    | BAR-Honda        | 19         | Motorhiba         | 7        |      |

## Érdekességek
Ez volt Michael Schumacher első győzelme az idényben.
A Schumacher testvérek édesanyja a futam napján hunyt el.
Ez az első alkalom hogy a győztes nem jelent meg a sajtótájékoztatón.

## A világbajnokság élmezőnyének állása a verseny után
| H  | Versenyzők         | Pont | H  | Konstruktőrök    | Pont |
| -- | ------------------ | ---- | -- | ---------------- | ---- |
| 1. | Kimi Räikkönen     | 32   | 1. | McLaren-Mercedes | 51   |
| 2. | David Coulthard    | 19   | 2. | Ferrari          | 32   |
| 3. | Michael Schumacher | 18   | 3. | Renault          | 26   |
| 4. | Fernando Alonso    | 17   | 4. | Williams-BMW     | 23   |
| 5. | Rubens Barrichello | 14   | 5. | Jordan-Ford      | 10   |

## Statisztikák
Vezető helyen:
- Ralf Schumacher: 15 (1-15)
- Michael Schumacher: 42 (16-18 / 23-49 / 51-62)
- Kimi Räikkönen: 4 (19-22)
- Rubens Barrichello: 1 (50)

Michael Schumacher 65. (R) győzelme, 52. pole-pozíciója, 53. (R) leggyorsabb köre, 13. (R) mesterhármasa (gy, pp, lk)
- Ferrari 160. győzelme.